# مارکوس مک الهنی
مارکوس مک الهنی (انگلیسی: Marcus McElhenney؛ زادهٔ july ۲۷, ۱۹۸۱ (۴۳ سال)) ورزشکار روئینگ اهل ایالات متحده آمریکا است.
وی در مسابقات کشوری و بین‌المللی در مجموع برندهٔ ۹ مدال طلا، ۲ مدال نقره، ۴ مدال برنز شده‌است.